# Neoglyphidodon
Neoglyphidodon és un gènere de peixos de la família dels pomacèntrids i de l'ordre dels perciformes.

## Taxonomia
- Neoglyphidodon bonang (Bleeker, 1852)
- Neoglyphidodon carlsoni (Allen, 1975)
- Neoglyphidodon crossi (Allen, 1991)
- Neoglyphidodon melas (Cuvier a Cuvier i Valenciennes, 1830)
- Neoglyphidodon nigroris (Cuvier a Cuvier i Valenciennes, 1830)
- Neoglyphidodon oxyodon (Bleeker, 1858)
- Neoglyphidodon polyacanthus (Ogilby, 1889)
- Neoglyphidodon thoracotaeniatus (Fowler i Bean, 1928)[1][2][3][4][5][6][7]